# Каблешково
Вижте пояснителната страница за други значения на Каблешково.
Каблѐшково е град в Югоизточна България. Намира се в област Бургас, община Поморие между градовете Поморие и Несебър и североизточно от областния център Бургас.
По данни на ГРАО към 15 март 2024 г. в града живеят 2898 души по настоящ адрес и 2905 души по постоянен адрес. Етническият състав включва 1989 българи и 816 цигани.

## География
Градът се намира на 12 km северно от общинския център Поморие, на 15 km западно от Несебър и на 20 km североизточно от областния център Бургас.

## История
До 1934 г. селото се е наричало Даутлии (понякога погрешно произнасяно Давутлии). При избухването на Балканската война в 1912 година един човек от Даутлии е доброволец в Македоно-одринското опълчение. С МЗ № 2820/обн. 14.08.1934 г. с. Даутлии се преименува на с. Каблешково на името на българския революционер Тодор Каблешков.
Във войните от 1877 до 1943 г. от Каблешково загиват 29 души, в партизанското движение – шестима партизани и ятаци, а в Отечествената война (1944–1945 г.) – 8 души, на които в града има изградени паметници и паметни плочи.
Каблешково получава статут на град с Указ на Президиума на НС на НРБ № 828 от 27.08.1969 г.
На 20 април 2022 г. в градския парк е открит паметник на патрона на града Тодор Каблешков.
Каблешково е едно от малкото населени места в България, в които населението се увеличава след края на социализма през 1989 г.
Численост на населението според преброяванията през годините:
| \| Година на преброяване \| Численост \| \| --------------------- \| --------- \| \| 1934 \| 2312 \| \| 1946 \| 2603 \| \| 1956 \| 2589 \| \| 1965 \| 2732 \| \| 1975 \| 2634 \| \| 1985 \| 2750 \| \| 1992 \| 2854 \| \| 2001 \| 2817 \| \| 2011 \| 2926 \| \| 2021 \| 2727 \| |           |
| Година на преброяване | Численост |
| 1934 | 2312      |
| 1946 | 2603      |
| 1956 | 2589      |
| 1965 | 2732      |
| 1975 | 2634      |
| 1985 | 2750      |
| 1992 | 2854      |
| 2001 | 2817      |
| 2011 | 2926      |
| 2021 | 2727      |

## Религия
Православният храм „Свети Димитър“ датира от 1869 г.

## Обществени институции
- Кметство
- Медицински център
- Здравна служба
- Бензиностанция и газстанция „Лукойл“
- Бензиностанция „Петройл“
- Основно училище „Паисий Хилендарски“
- Детска градина „Радост“
- Народно читалище „Атанас Манчев 1920“
- Стадион

## Промишленост
- Завод за технически въглени (ЗТВ);
- Винарска изба „Каблешково“
- Клон на „Черноморско злато“, гр. Поморие
- Цех за боза
- Цех за мебели
- Цехове за дограма
- Цехове за бетонови и метални колове
- ТКЗС Каблешково

## Туризъм
На 3 km източно от Каблешково е разположен Спа комплекс „Винярдс“, съставен от спа хотел и 3 вилни селища. На 4 km северно от града се намира Горска хижа с 30 места. В селището е имало музей на Атанас Манчев. но към януари 2007 г. той не функционира.
Край Каблешково все още не е започнало строителството на обещания туристически голф-комплекс, наречен „Black Sea Golf & Country Club“. Общата стойност на проекта възлиза на 194 млн. евро и е планиран да бъде „завършен“ през 2020 г. Впоследствие голф игрището е отложено и земята е разпродадена на частни фирми, които строят къщи на арабски, кувейтски и сирийски граждани.

## Редовни събития
- Каблешково е известен със своя „Четвъртък-пазар“, който се провежда всеки четвъртък на най-широката улица в града. През лятото пазарът се посещава от множество чуждестранни туристи, превозвани с автобуси от различни туроператорски фирми от Несебър, Слънчев бряг, Бургас, Поморие и др. туристически центрове.

## Личности
- Донка Байкова – професор, специалистка по хранене и диететика и обществено здраве.
- Атанас Манчев (1921 – 1944) – партизанин, ремсист, поет и общественик, загинал в сражение с жандармерията.
- Захари Димитров (? – 29.6.1944) – партизански ятак, убит край с. Добра поляна.[5]
- Иван Неделчев – доброволец в македоно-одринското опълчение през Балканската война.[13]
- Иван Немцов (? – 29.6.1944) – партизански ятак, убит край с. Добра поляна.[5]
- Иван Петков Желев (1914 – 02.07.1944) – партизанин от отряд "Народен юмрук", убит край с. Топчийско.[5]
- Киро Рачев (? – 26.6.1944) – партизанин, роден в Каблешково, разстрелян без съд край с. Добра поляна.[5]
- Михаил Дойчев (1919 – 1965) – партизанин, офицер и общественик, допринесъл за развитието на гр. Каблешково.[14]
- Неделчо Колев – световен и европейски шампион по вдигане на тежести, спортист на България за 1973 (баща на джаз и соул певицата Рут Колева).
- Пенчо Тотев (? – 29.6.1944) – партизански ятак, убит край с. Добра поляна.[5]
- Петко Дачев (1943 – 2010) – акордеонист
- Яна Лъскова (15.11.1912 – 02.7.1944) – партизанин, убита край с. Топчийско.[5]
- Янка Танева – народна певица от Тракийската фолклорна област.
- Янко Палаузов – общественик.

## Галерия
- Бюст на Атанас Манчев
- Партизански паметник
- Паметна плоча на загиналите във войните от 1912 до 1918 г.
- Паметна плоча на загиналите в Отечествената война (1944–1945 г.)